# Nokia Lumia 620
Nokia Lumia 620 a fost anunțat pe 5 decembrie 2012 la evenimentul LeWeb 2012 alături de Lumia 920 și Lumia 820. Este succesorul lui Nokia Lumia 610, dar se bazează pe sistemul de operare Windows Phone 8.
Dispozitivul este oferit în șapte culori verde lime, portocaliu, magenta, galben, cyan, alb și negru cu carcase interschimbabile.
Ecranul capacitiv TFT are diagonala de 3.8 țoli cu rezoluția de 800 x 400 pixeli, densitatea pixelilor este de 246 ppi.
Suportă opțiunile de conectivitate, Wi-Fi 802.11 a/b/g/n dual-band, HSDPA la 21 Mbps și HSUPA la 5.76 Mbps. Dispune de Bluetooth 3.0, NFC și GPS cu suport A-GPS și GLONASS.
Are un procesor Snapdragon S4 dual-core tactat la 1 GHz, alături de 512 MB memorie RAM, spațiul de stocare este intern este de 8 GB, suportă carduri microSD până la 64 GB și oferă 7 GB de stocare în SkyDrive.
Nokia Lumia 620 include Nokia Maps, Nokia Drive, Nokia Transport și exclusiv Nokia City Lens. Nokia City Lens afișează informații despre împrejurimi locale suprapuse pe clădiri așa cum se vede prin vizorul aparatului foto.
Din cauza memoriei limitate anumite aplicații și caracteristici nu vor fi capabile să ruleze.
Camera foto are 5 megapixeli și camera frontală 0.3 megapixeli. Camera din spate are un bliț LED, focalizare automată și filmează 720p cu 30 de cadre pe secundă.
Bateria Li-Ion de 1300 miliamperi permite până la 14 ore și 40 de minute convorbiri în rețeaua 2G și până la 9 ore și 50 de minute convorbiri în rețeaua 3G. Timpul de redarea muzicii este până la 61 de ore. Valoarea SAR este de 0.84 W/Kg.